# Герб Гунибского района
Герб Гуни́бского муниципа́льного райо́на — опознавательно-правовой знак, служащий официальным символом муниципального образования «Гунибский район». Утверждён решением Собрания депутатов Гунибского района № 3 от 29 января 2013 года. Внесён в Государственный геральдический регистр Российской Федерации под номером 8334.

## Описание герба
Геральдическое описание гласит:

В лазоревом поле поверх зеленой горы в виде обращенного влево обрыва — серебряное лезвие меча, выходящее вверх и выше горы, у острия сопровожденное девятью летящими журавлями того же металла, расположенными наподобие арки; и в оконечности, впереди горы — золотая стена, расторгнутая серебряной аркой ворот с узкими башенками по краям.

Герб Гунибского района в соответствии с Методическими рекомендациями по разработке и использованию официальных символов муниципальных образований, утвержденными Геральдическим советом при Президенте Российской Федерации может воспроизводиться со статусной короной установленного образца — золотой территориальной короной о пяти заострённых зубцах.
Герб может воспроизводиться как в полной версии (полный герб — с муниципальной короной), так и в сокращенной версии в виде гербового щита без короны; обе версии герба равноправны и имеют одинаковый статус.

## Обоснование символики

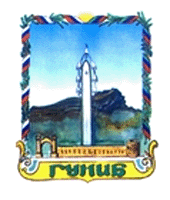
Эмблема Гунибского района до 2013 года

Герб разработан на основе эмблемы Гунибского района. Центр района находится в селе Гуниб, расположенном на левом берегу реки Каракойсу.
Цвета фигур герба Гунибского района и их символика многозначны:
- гора — символ расположения Гунибского района в центральной, горной части Дагестана. Высшая точка всего Центрально-Дагестанского нагорья — гора Обох (2370 м), расположенная на территории района. Гора — символ уверенности, устойчивости, неизменности, нерушимости.

- стела с журавлями — символ подвига жителей района в годы Великой Отечественной войны 1941—1945 гг., когда более 3400 гунибцев отправились на фронт защищать Родину, среди которых 1340 не вернулись с полей сражений. Четверо уроженцев Гунибского района удостоены звания Героя Советского Союза.

- крепость символизирует горный бастион, длительное время служивший оплотом легендарному Шамилю, имаму Чечни и Дагестана во время Кавказской войны. Крепость — символ защиты и охраны, неприступности и стабильности. Сквозная арка в стене (без ворот) — символ миролюбия и гостеприимства местных жителей.

- лазурный цвет символизирует возвышенные устремления, искренность, преданность, возрождение.
- золотой цвет символизирует урожай, богатство, стабильность.
- зелёный цвет — символ весны, здоровья, природы, молодости и надежды.
- серебряный цвет — символ чистоты, совершенства, мира и взаимопонимания[1].

## Авторы герба
Авторская группа:
- идея герба: Арсен Шахшаев (Гунибский район);
- геральдическая доработка: Константин Моченов (Химки);
- художник и компьютерный дизайн: Ирина Соколова (Москва);
- обоснование символики: Вячеслав Мишин (Москва)[1].